# هانس خواكيم ماك
هانس خواكيم ماك (بالألمانية: Hans-Joachim Mack)‏ هو عسكري ألماني، ولد في 30 مارس 1928 في Biskupiec ‏ في بولندا، وتوفي في 6 أبريل 2008 في بارزينغهاوزن في ألمانيا.

## وصلات خارجية
- هانس خواكيم ماك على موقع مونزينجر (الألمانية)